# 卢瓦尔河畔梅沃
卢瓦尔河畔梅沃（法語：Mesves-sur-Loire，法語發音：[mɛv syʁ lwaʁ]）是法国涅夫勒省的一个市镇，属于卢瓦尔河畔科讷库尔区。

## 地理
卢瓦尔河畔梅沃（47°14'36"N, 2°59'35"E）面积18.64 平方千米，位于法国勃艮第-弗朗什-孔泰大區涅夫勒省，该省份为法国中部省份，北至约讷省，西北接卢瓦雷省，西接谢尔省，南至阿列省，东南接索恩-卢瓦尔省，东临科多尔省。
与卢瓦尔河畔梅沃接壤的市镇（或旧市镇、城区）包括：拉沙佩勒蒙利纳尔、埃里、比尔西、卢瓦尔河畔拉沙里泰、卢瓦尔河畔普伊、瓦雷讷莱纳尔西。

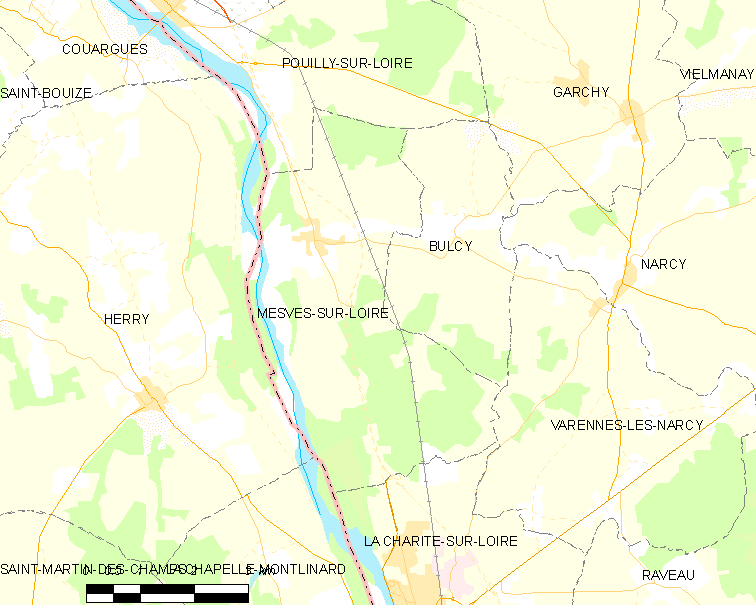
卢瓦尔河畔梅沃的OSM定位图

卢瓦尔河畔梅沃的时区为UTC+01:00、UTC+02:00（夏令时）。

## 行政
卢瓦尔河畔梅沃的邮政编码为58400，INSEE市镇编码为58164。

## 政治
卢瓦尔河畔梅沃所属的省级选区为卢瓦尔河畔普伊县。

## 人口

1962-2008年间卢瓦尔河畔梅沃人口变化图示

卢瓦尔河畔梅沃于2022年1月1日时的人口数量为656人。